# International Maritime Organization
International Maritime Organization eller IMO er en organisation under FN som varetager internationale forhold som har med søfart at gøre. Det oprindelige formål var sikkerhed til søs, men siden er også f.eks. miljøbeskyttelse kommet ind i billedet.

## Historie
Før IMO havde hvert land i princippet sine egne regler, bortset fra at en del lande allerede på det tidspunkt havde indgået og tiltrådt separate aftaler om f.eks. forurening og søvejsregler.
Det blev dog efterhånden klart, at man manglede en målrettet organisation til at varetage dette felt, og ved en konference i Geneve i 1948 enedes man om en konvention der skulle etablere IMO, primært til regulering af søsikkerhed og forureningsbekæmpelse. Konventionen trådte i kraft 10 år senere i 1958, hvor også IMO blev etableret. (Det oprindelige navn var "the Inter-Governmental Maritime Consultative Organization", eller IMCO, men det blev i 1982 ændret til IMO). Det fik – og har stadig – hovedkontor i London.

## Formål
Formålet med IMO er givet i første artikel i konventionen:
 ... to provide machinery for co-operation among Governments in the field of governmental regulation and practices relating to technical matters of all kinds affecting shipping engaged in international trade; to encourage and facilitate the general adoption of the highest practicable standards in matters concerning maritime safety, efficiency of navigation and prevention and control of marine pollution from ship.
- som kan oversættes til:
... at give et redskab til mellemstatslig koordinering af regulering og praksis vedrørende tekniske spørgsmål af enhver art om skibsfart som relaterer til international handel; at opmuntre og hjælpe til generel indførelse af de højeste standarder vedrørende søsikkerhed, navigation samt forureningsbeskyttelse og -kontrol.
IMO har gennem årene fået sin position styrket så reguleringer og lovgivning kan ske mere effektivt.

## Struktur
IMO har et antal komiteer og underkomiteer som tager sig af hver sit område:
- Maritime Safety Committee (MSC) er den ældste og beskæftiger sig med søsikkerhed.
- Marine Environment Protection Committee (MEPC) blev oprettet i 1973 og beskæftiger sig med miljøbeskyttelse.
- Legal Committee blev oprettet i 1967 tager sig generelt af juridiske spørgsmål inden for organisationen.
- Technical Co-operation Committee tager sig af teknisk bistand, specielt over for udviklingslande.
- Facilitation Committee har til ansvar at sørge for at søfartsreguleringerne forløber så let som muligt blandt andet ved at reducere bureaukati og formaliteter.

Hertil kommer et antal underkomiteer som sorterer under MSC og MEPC:
- Safety of Navigation (NAV) – Navigationssikkerhed
- Radiocommunications and Search and Rescue (COMSAR) – Radiokommunikation og redningstjenester
- Training and Watchkeeping (STW) – Uddannelse og vagthold[?]
- Carriage of Dangerous Goods, Solid Cargoes and Containers (DSC) – Sejlads med særligt gods
- Ship Design and Equipment (DE) – Udstyr og udformning af skibe
- Fire Protection (FP) – Brandbekæmpelse
- Stability and Load Lines and Fishing Vessel Safety (SLF) – Sikkerhed ved fiskefartøjer
- Flag State Implementation (FSI) – Etablering af flagstater (dvs. koordinering af de enkelte staters håndtering af skibe under eget flag).
- Bulk Liquids and Gases (BLG) – Transport af væsker og gasser

## Arbejdsform
IMOs arbejder ved at komme frem til konventioner, anbefalinger og regelsæt som medlemslandene kan tilslutte sig. Det konkrete arbejde foregår normalt ved at den relevante komite fremkommer med et forslag som behandles ved en efterfølgende international konference.

## Væsentlige konventioner

### SOLAS
En af de vigtigste konventioner har været International Convention on Safety of Life at Sea (SOLAS) som i 1960 var IMOs første. Denne konvention handler meget bredt om sikkerhed til søs: Tekniske installationer, brandbekæmpelse, redningsveste og -flåder, håndtering af farligt gods, kommunikationsudstyr, osv.
Selve SOLAS konventionens historie er ældre end IMO, idet den første version er fra 1917 og blev til i efterspillet efter Titanics forlis. Den blev siden opdateret i 1929 og 1948; men 1960-konferencen var altså den første i IMO regi. SOLAS konventionen er efterfølgende blevet opdateret ved en ny samlet konference i 1974 og har desuden fået en række tilretninger gennem tiden som for eksempel:
- 1979: International Convention on Maritime Search and Rescue som indeholder bestemmelser for hvordan redningsaktioner udføres så de internationalt set fungerer ensartet.
- 1988: Færgen Herald of Free Enterprises forlis ud for Zeebrugge i Belgien medfører nye krav til den type færger (kaldet ro-ro eller roll-on-roll-off-færger).
- 1988: Global Maritime Distress and Safety System (GMDSS) som indebar en omlæggelse af procedurerne for alarmering og nødopkald, så systemerne nu blev fuldt elektroniske. Det kom til at hænge sammen med et andet IMO-tiltag, Inmarsat, som er et satellitbaseret system som blev sat i drift i 1982 med maritim kommunikation som det oprindelige formål.

### COLREG
COLREG er en betegnelse for Convention on the International Regulations for Preventing Collisions at Sea, forkortet Collision Regualtions, og er et regelsæt som blev vedtaget på en konference i 1972. COLREG reglerne udgør det man almindeligvis forstår som de internationale søvejsregler, og det betyder i denne sammenhæng regler for hvordan man undgår kollisioner til søs: Vigepligter, overhalinger, lydsignaler, skibslys og dagsignaler m.v. Reglerne vedtaget som dansk lov i Bekendtgørelse om Søvejsregler.
SOLAS konventionen fra 1960 dækkede også dette emne, men visse dele af det daværende regelsæt daterede sig ordret tilbage til de første konventioner på området fra 1889. Men i 1972 blev reguleringerne altså opdateret ved en separat konference og denne gang blev både indhold og formuleringer gennemgribende moderniseret på baggrund af et grundigt forarbejde. Indholdsmæssigt introducerede man f.eks. trafiksepareringssystemer og man tilpassede i det hele taget reglerne til at passe bedre til tættere trafik og større skibe.
Ligesom SOLAS har COLREG fået nogle mindre tilføjelser og justeringer siden 1972.

## IMO Nummer
Som en del af SOLAS har IMO siden 1987 administreret et skibsregister, nu via en underleverandør. SOLAS har siden 1996 krævet registrering af alle passagerskibe over 100 bruttoregistertons og fragtskibe over 200 bruttoregistertons; desuden har det siden 2013 været muligt frivilligt at få registreret fiskerfartøjer over bruttoregister100 tons.
Det er et krav, at IMO nummeret er tydeligt markeret på skibets skrog og sidder typisk på siden bagtil og/eller bag på skibets hæk. Desuden er det et krav til passagerskibe, at nummeret skal være markeret på en vandret flade og tydeligt synligt fra luften.
Man kan søge i det officielle register via https://gisis.imo.org/Public/SHIPS/Default.aspx (offentligt og gratis men kræver registrering) eller via nettjenester som MarineTraffic og vessefinder.com. 